# Charles Thomas Brues
Charles Thomas Brues, född den 20 juni 1879 i Wheeling, West Virginia, död den 22 juli 1955 i Crescent City, Florida, var en amerikansk entomolog.
Brues studerade vid University of Texas at Austin och Columbia University. Mellan 1904 och 1905 var han fältarbetare för Bureau of Entomology vid USA:s jordbruksdepartement, mellan 1905 och 1909 kurator för ryggradslösa djurs zoologi vid Milwaukee Public Museum och därefter lärare i ekonomisk entomologi vid Harvard University. Hans bidrag inom embryologi och insekters vanor, särskilt steklar och tvåvingar är mycket lärorika.
Auktorsnamnet C.T.Brues kan användas för Charles Thomas Brues i samband med ett vetenskapligt namn inom zoologin; se Wikipedia-artiklar som länkar till auktorsnamnet.